# 郑鹏
郑鹏，福建霞浦人，清朝政治人物。
雍正元年，福建鄉試中舉。乾隆十七年（1752）～乾隆十八年（1753），擔任利川知县。